# Janko Messner

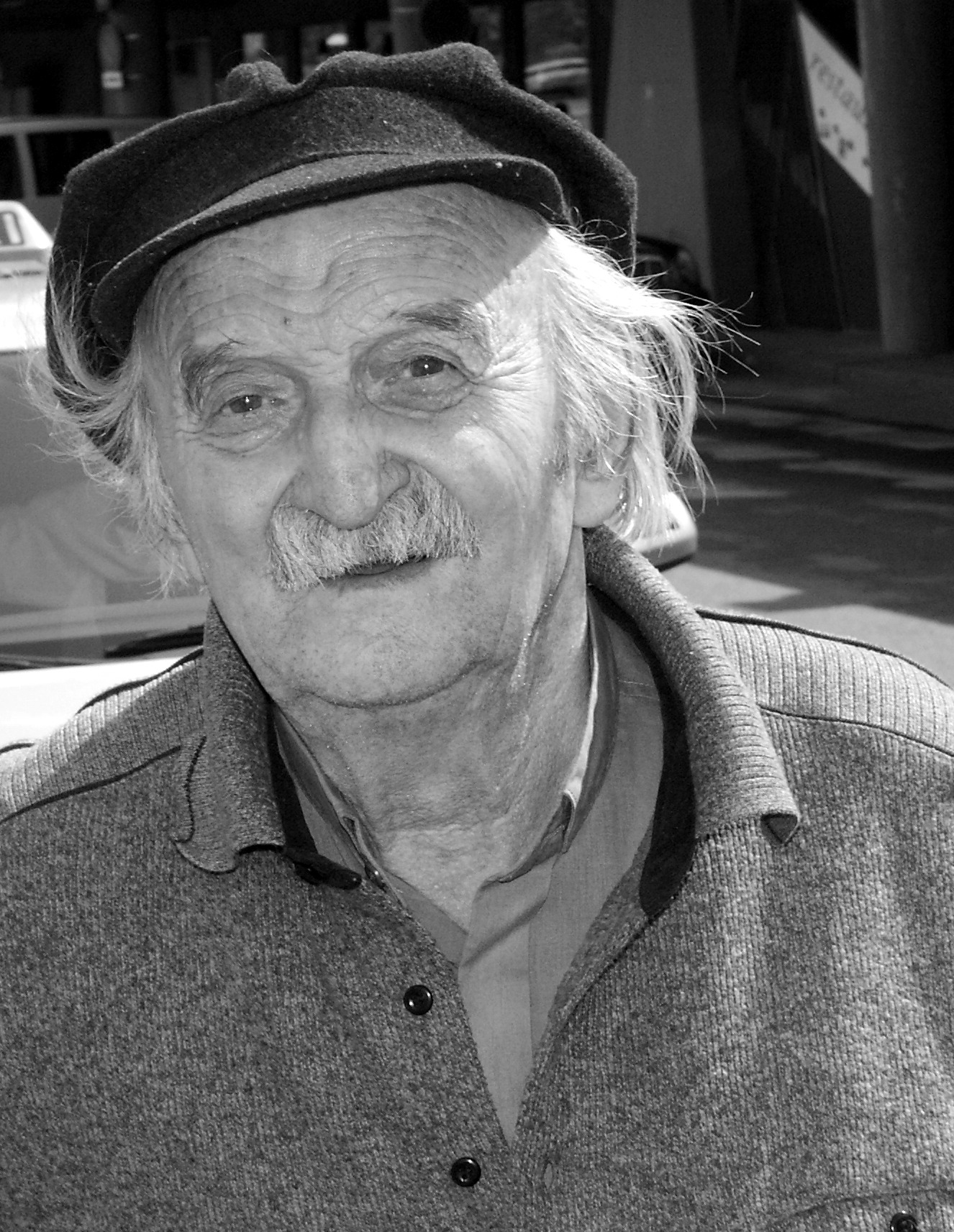
Janko Messner (2005)

Janko Messner (* 13. Dezember 1921 in Aich/Dob, jetzt Ortsteil der Stadt Bleiburg/Pliberk; † 26. Oktober 2011 in Klagenfurt am Wörthersee) war ein österreichischer Schriftsteller und Kärntner Slowene.

## Leben
Messner stammt aus einer katholischen slowenischen Bauernfamilie in Aich/Dob. Trotz der bescheidenen materiellen Situation der Familie durfte Messner das bischöfliche Gymnasium in Klagenfurt besuchen. Aufgrund der sich zuspitzenden nationalsozialistisch und slowenenfeindlich geprägten Atmosphäre am Gymnasium wechselte Messner im letzten Schuljahr ins Gymnasium St. Paul, wird aber im Herbst 1941 in die Wehrmacht eingezogen. Nach einer Ausbildung in Frankreich wird Messner nach Sizilien verlegt, wo er 1943 nach eigenen Aussagen einen Nervenzusammenbruch erlitt. Nach Lazarettaufenthalten kommt Messner 1945 an die Ostfront bei Königsberg, wo er den Eindruck gewinnt, in ein Strafbataillon versetzt worden zu sein. Tatsächlich finden sich in Messners Wehrmachtsakten keinerlei Angaben über eine solche Versetzung; er selbst gibt an, russische Soldaten hätten ihm zugerufen, zu wissen, dass sie es mit einem Strafbataillon zu tun hätten. Ein Versuch, zur Roten Armee überzulaufen, scheitert und Messner wird verwundet und erneut ins Lazarett überstellt. Nachdem er von amerikanischen Streitkräften aufgegriffen wird, kann er nach Klagenfurt zurückkehren, wo er abermals in Konflikt mit der Obrigkeit kommt: Die britische Militärregierung verurteilt ihn aufgrund der illegalen Verteilung slowenischer Flugblätter zu acht Monaten Haft, Messner gelingt jedoch die Flucht nach Jugoslawien. Dort studiert er in Ljubljana Germanistik, Slawistik und Romanistik und unterrichtet am Gymnasium in Ravne.
Messner kehrt 1955 nach Kärnten zurück. Anlässlich seines Todes 2011 tauchte seitens der Österreichischen Presseagentur APA die Angabe auf, Messner sei mit dem jugoslawischen Staatssicherheitsdienst Udba in Konflikt geraten, dies ist jedoch nicht durch Quellen belegt. Messner selbst bestritt, mit der Udba zusammengearbeitet zu haben, wird jedoch in zwei voneinander unabhängigen Quellen als Mitarbeiter angeführt. Von 1963 bis 1980 unterrichtet er am Slowenischen Gymnasium in Klagenfurt. 1984 besuchte er Ernesto Cardenal in Nicaragua und kandidierte 1999 zusammen mit dem Bildhauer Alfred Hrdlicka auf der Kärntner Liste der KPÖ. Messner verstarb am 26. Oktober 2011 in Klagenfurt.
Sein Sohn Mirko Messner war Bundessprecher der KPÖ. Seine Enkelin Elena Messner beschäftigt sich mit seinem Nachlass und konzipierte davon ausgehend die Ausstellung Solidarität an der Grenze / Solidarnost ob meji mit, die von Oktober bis Dezember 2021 im Klagenfurter Musil-Institut zu sehen war.

## Literarisches Werk
In seinen Büchern thematisierte er den Widerstand slowenischer Kärntner gegen den Nationalsozialismus und die Behandlung der Minderheiten in Österreich nach dem Zweiten Weltkrieg, insbesondere die Nichterfüllung der im Österreichischen Staatsvertrag verbrieften Minderheitenrechte wie der zweisprachigen topographischen Aufschriften, die trotz Erkenntnissen des Verfassungsgerichtshofs nicht vollständig vorhanden waren (vgl. Ortstafelstreit).

## Werke
Ausgewählte Werke, 4 Bände,
hrsg. von Jozej Strutz, Drava-Verlag, Klagenfurt-Wien 2009f.
Bd. 1: Prosa 1 (2009)
Bd. 2: Prosa 2 (2009)
Bd. 3: Dramen & Satiren (2010)
Bd. 4: Pesmi (2010)
Bd. 5: Pokržnikov Luka storije pravi. Geschichten des Herrn Luka von Pokerschnik (2010)
Bd. 6: Kritisches und Polemisches (2011)
Bd. 7: Satirisches und Dokumentarisches (2011)
Dokumentationen
- Morišče Dravograd. Slovenski knjižni zavod, Ljubljana 1946 (unter dem Pseudonym Ivan Petrov)
- Morišče Dravograd. Druga izdaja [zweite Ausgabe]. Skupščina občine Dravograd 1985
- Hinrichtungsstätte Dravograd 1941–1945. Aus dem Slowenischen von Josef Strutz. Drava, Klagenfurt/Celovec 1997 ISBN 3-85435-274-3

Prosa
- Ansichtskarten von Kärnten. Založba Obzorja, Maribor 1970
- Kärntner Heimatbuch. Begleitwort von Peter Turrini. ZTT-EST, Triest 1980
- Ein Kärntner Heimatbuch. Erweiterte Ausgabe. Hrsg. von Ulf Birbaumer. Europa Verlag, Wien-München-Zürich 1986 ISBN 3-203-50945-8; Kitab Verlag Klagenfurt-Wien 2005 ISBN 3-902005-51-3
- Gorše storije. Drava, Celovec/Klagenfurt 1988
- Živela nemčija! Iz dnevnika od 14. 3. 1938 do 21. 1. 1941. Drava, Klagenfurt Celovec 1988 - Partizanska knjiga, Ljubljana 1988
- Kärntner Triptychon/Koroški triptih/Trittico carinziano. Vorwort: Josef Strutz. Illustrationen: Hans Piccottini. Robert-Musil-Archiv, Klagenfurt/Celovec 1990
- Lipa in hrast. Izbrano delo. Izbor in zapis ob Messnerjevem izbranem delu Franc Zadravec. Prešernova družba, Ljubljana 1990
- Der Meldezettel. Kärntner Triptychon II. Holzschnitte: Christian Thanhäuser. Nachwort: Josef Strutz. Edition Thanhäuser, Ottensheim/Donau 1991. ISBN 3-900986-07-X
- Schwarzweiße Geschichten. Drava, Klagenfurt/Celovec 1995 ISBN 3-85435-247-6
- Kadar nam Drava nazaj poteče … Dramska besedila 1973–1995. Drava, Klagenfurt/Celovec 1997
- Zbornik Janko Messner Almanach. Vsebina je oblika. Der Inhalt ist die Form. Simpozij o njegovi trijezični literaturi na celovški univerzi. Symposium über seine dreisprachige Literatur an der Universität Klagenfurt. Celovec 5./6. Dezember 1996. Izdajatelj/Herausgeber Janez Strutz in/und Jozej Strutz-Rosenzopf. Edition Rapial-edicija, Klagenfurt/Celovec 1998
- Aus dem Tagebuch des Pokržnikov Luka mit Liedern des Pokržnikov Luka. S pesmimi Pokržnikovega Lukana. Aus dem Bleiburger Slowenischen übertragen von Jozej Strutz und Janko Messner. Illustrationen: Marjan Manek. Edition Rapial-edicija, Klagenfurt/Celovec 1998
- Skurne storije. Ponatis iz leta 1975. Drava, Klagenfurt/Celovec 2000
- Hiob-Job-Giobbe. Italienisch von Simona Bartoli-Kucher, Ill. von Harry Jeschofnig. Norea, Klagenfurt/Celovec 2000 ISBN 3-85312-049-0
- Aphorismen & Streiflichter - Aforizmi in bliskavice. Drava, Klagenfurt/Celovec 2001 ISBN 3-85435-370-7
- Kako sem postal gospod - Wie ich ein Gospod wurde. Drava, Klagenfurt/Celovec 2002
- Grüßgott - Slowenenschwein. Ill. v. Marjan Manček, Drava, Klagenfurt/Celovec 2003 ISBN 3-85435-405-3
- Mein Korotan moj - Moj Kregistan mein. Drava, Klagenfurt/Celovec 2004 ISBN 3-85435-429-0
- Politična pesem - grda pesem? : Politisch Lied - ein garstig Lied?. Ill. v. Marjan Manček, Drava-Verlag, Klagenfurt 2007 3-85435-521-1
- Messner: Poezija in proza Drava, Klagenfurt 2006, ISBN 3-85435-466-5

Lyrik
- Fičafajke grejo v hajke. Ilustracije: Marjan Manček. Klub Prežihov Voranc, Celovec/Klagenfurt 1980
- Nicaragua mein geliebtes. Übers. von Peter Turrini, Begleitwort: Johanna Dohnal. Illustrationen: Hans Staudacher. Drava, Klagenfurt/Celovec 1988 ISBN 3-85435-141-0
- Gedichte-Pesmi-Canti. [Deutsch von Josef Strutz und Janko Messner, italienisch von Jolka Mili.] Drava, Klagenfurt/Celovec 1996
- Gedichte, deutsche Übersetzung von Josef Strutz, Drava, Klagenfurt 1996, ISBN 3-85435-248-4
- Her şeyin topraktan geldiğini : şiirler. Wie alles von der Erde kommt Çeviren: M. Cemal Ener. Deutsch, türkisch, slowenisch. Am Herzen Europas Bd. 6, EYE, Landeck/Tirol 2001 ISBN 3-901735-10-0
- Wem gehört denn unsere Erde hier? Whose is this our land? Gedichte in neun Sprachen, Noreia, Klagenfurt 2002, ISBN 3-85312-022-9

Filme
- Vrnitev/Die Rückkehr Buch: Janko Messner, Regie: Anton Tomašič, Prod.: Ljubljana-RTV, 59 Min., Video, slowenisch/deutsch, SLO 1976; Preis für das beste Drehbuch beim XIV. Fernsehfilm-Festival "Goldenes Prag" 1977
- Kärntner Heimatfilm. Dokumentarfilm. Drehbuch Janko Messner, Peter Turrini. Regie: Rudi Palla. Wien 1983
- Die Schülereinschreibung/Vpisovanje. Regie: Marijan Hinteregger. ABCČ productions Elisabeth Rausch. Klagenfurt/Celovec 2000

Tonträger
- Koroška unerwünscht! Karntn is lei ans. Komposition: Joschi Hanak. Musik-Kassette, IDI (Internationales Dialekt-Institut), Wien 1980
- Iz dnevnika Pokržnikovega Lukana. S pesmimi avtorja. Uglasbitev: Roman Verdel. Ansambel Drava, Klagenfurt/Celovec 1989
- Koroška-Kärnten-Carinzia. Gedichte von Janko Messner u. a. Vertonung: Peter Raab, Rolf Holub. CD. ORF Klagenfurt/Celovec 1998

Übersetzungen
- Friedrich Dürrenmatt: Obljuba. [Das Versprechen. Requiem auf den Kriminalroman.] Cankarjeva založba, Ljubljana 1961
- Měrćin Nowak-Njechorński: Mojster Krabat [Mištr Krabat] . Povest o dobrem luziškosrbskem čarodeju. Mladinska knjiga, Ljubljana 1963
- Prežihov Voranc: Wildwüchslinge. [Samorastniki.] Ill.: Josef Tichy, Verlag Bertl Petrei, Maria Rain u. a. 1963.
Überarbeitete u. ergänzte Ausgabe: Ed. Stampa Triestina, Triest 1983; Drava-Verlag, Klagenfurt 1983, ISBN 3-85435-009-0
- Edvard Kardelj: Die Vierteilung. Nationale Frage der Slowenen. [Razvoj slovenskega narodnega vprašanja.] Europaverlag, Wien 1971
- Saška Innerwinkler: Domovinske pesmi in druge zbadljivke. [Heimatlieder und andere Bosheiten.] Norea, Klagenfurt/Celovec 2000
- Janko Pleterski: Souveränität und ethnische Politik. Beiträge zur Geschichte der Slowenen in Österreich 1945 - 1976.  Aus dem Slowenischen von Vida Obid und Mirko Messner. Inštitut za narodnostna vprašanja, Ljubljana, Wieser, Klagenfurt 2004, ISBN 3-85129-416-5
- Gerard Kanduth: vice versa - Gedichte/pesmi/poesie. Mit Übersetzung ins Slowenische von Janko Messner und ins Italienische von Erika Kanduth. Mohorjeva/Hermagoras, Klagenfurt/Laibach/Wien 2012. ISBN 978-3-7086-0689-7

## Auszeichnungen
- Zlata Praha, XIV. Internacionalni festival televizijskih dram: "Prix pour le meilleur scénario". Catégorie: Oeuvres dramatiques de television - Programme VRNITEV. 23. Juni 1977.
- Nagrada Prešernovega sklada. Ljubljana 1978
- Nagrada Prežihovega Voranca. Ravne na Koroškem 1987
- Vstajenje. Za dnevnik Živela Nemčija! Trst/Trieste 1989
- Österreichisches Ehrenkreuz für Wissenschaft und Kunst. Wien 1992
- Zlati Aritas. Za satirične pesmi - I. Slovenski trienale satire, humorja ARITAS. Šmarje - Slovenija 1995
- Pergamino de Honor. Por su solidaridad. La casa de los tres Mundos, Ernesto Cardenal. Granada, Nicaragua 1997
- Österreichisches Ehrenkreuz für Wissenschaft und Kunst I. Klasse. Wien 2002. (Vier Jahre später sandte Janko Messner diese Auszeichnung am 14. April 2006 an den Österreichischen Bundespräsidenten Dr. Heinz Fischer aus Protest zurück, da sich der Österreichische Rundfunk (ORF) geweigert hat, seinen Film "Vrnitev/Die Rückkehr" auszustrahlen, der die Vertreibung von hunderten slowenischen Kärntner Familien durch die Nazis (14./15. April 1942) zum Inhalt hat und für den Kärntner Heimatdienst ein „Film-Machwerk des tito-kommunistischen Schriftstellers Janko Messner“ war.[8])